# The Affair
The Affair es una serie de televisión norteamericana de género dramático creada por Sarah Treem y Hagai Levi. La serie se estrenó en Showtime el 12 de octubre de 2014. Una versión del episodio piloto se publicó en YouTube y SHO.com el 6 de octubre de 2014, además de en otros formatos bajo demanda.
Una segunda temporada de 12 episodios de The Affair fue estrenada el 4 de octubre de 2015. El 9 de diciembre de 2015, la serie fue renovada por una tercera temporada, que fue estrenada el 20 de noviembre de 2016.
La serie ganó el Globo de Oro como Mejor Serie Dramática y Ruth Wilson ganó el premio a Mejor Actriz de serie de TV (Drama) en la 72.ª gala de los Globos de Oro en 2015. En la 73.ª gala de los Globos de Oro en 2016, Maura Tierney ganó el premio a Mejor actriz de reparto de serie, miniserie o telefilme.

## Argumento
The Affair explora los efectos emocionales de una relación extramarital entre Noah Solloway y Alison Bailey (Dominic West y Ruth Wilson) después de que los dos se conozcan en la ciudad turística de Montauk, en Long Island. Noah es un profesor de instituto en Nueva York y alumno del Williams College que ha publicado una novela y está empezando a trabajar en su segundo libro. Está felizmente casado y tiene cuatro hijos, pero se resiente de la dependencia económica de su suegro, escritor de éxito. Alison es una joven camarera que intenta rehacer su vida y su matrimonio tras la muerte de su hijo. La historia del affair se cuenta por separado, con sesgos de memoria distintos, desde las perspectivas de Noah y Alison.
En la segunda temporada, la narrativa se amplía para incluir las perspectivas de sus primeros cónyuges, Helen Solloway (Maura Tierney) y Cole Lockhart (Joshua Jackson) mientras avanzan en sus separaciones y todo lo que conllevan.
La posterior muerte del hermano de Cole, Scott (Colin Donnell), y la consiguiente investigación policial y juicio criminal, se exploran con breves escenas futuras al final de la mayoría de los episodios.

## Reparto

### Personajes principales
- Dominic West como Noah Solloway
- Ruth Wilson como Alison Lockhart (Bailey de soltera)
- Maura Tierney como Helen Solloway (Butler de soltera)
- Joshua Jackson como Cole Lockhart
- Julia Goldani Telles como Whitney Solloway
- Jake Siciliano como Martin Solloway
- Jadon Sand como Trevor Solloway
- Leya Catlett como Stacey Solloway
- Josh Stamberg como Max Cadman, mejor amigo de Noah (temporada 2, recurrente en la primera)

### Personajes secundarios
- Víctor Williams como el Detective Jeffries
- John Doman como Bruce Butler, padre de Helen
- Kathleen Chalfant como Margaret Butler, madre de Helen
- Mare Winningham como Cherry Lockhart, madre de Cole
- Colin Donnell como Scott Lockhart, hermano de Cole
- Danny Fischer como Hal Lockhart, hermano de Cole
- Michael Godere como Caleb Lockhart, hermano de Cole
- Kaija Matiss como Mary-Kate Lockhart, mujer de Hal
- Deirdre O'Connell como Athena Bailey, madre de Alison
- Nicolette Robinson como Jane, camarera en The Lobster Roll
- Darren Goldstein como Oscar Hodges, propietario de The Lobster Roll
- Stephen Kunken como Harry, un editor
- Lynn Cohen como Joan Bailey, abuela de Alison (temporada 1)
- Richard Schiff como Jon Gottlief, abogado de Noah (temporada 2-presente)
- Catalina Sandino Moreno como Luisa León, novia de Cole (temporada 2-presente)
- Omar Metwally como el Dr. Vic Ullah, novio de Helen (temporada 2-presente)
- Joanna Gleason como Yvonne, una editora que, junto a su marido Robert, posee la casa en la que Alison y Noah se alojan (temporada 2)
- Peter Friedman como Robert, marido de Yvonne (temporada 2)
- Irène Jacob como Juliette Le Gall, interés amoroso de Noah (temporada 3)

## Producción
El 8 de febrero de 2013, Showtime anunció que había pedido un piloto para The Affair. El canal adquirió oficialmente la serie el 16 de enero de 2014, con una temporada inicial de 10 episodios. El 10 de noviembre de 2014, Showtime renovó la serie por una segunda temporada de 10 episodios, que finalmente fueron 12. El 9 de diciembre de 2015, la serie fue renovada por una tercera temporada de 10 episodios.

## Episodios
| N.º | Título | Temporada | Director/a              | Escrito por                                                    | Fecha de emisión (EE. UU.) |
| --- | ------ | --------- | ----------------------- | -------------------------------------------------------------- | -------------------------- |
| 1   | "1"    | 1         | Mark Mylod              | Guion de Sarah Treem Historia por Sarah Treem y Hagai Levi     | 12 de octubre de 2014      |
| 2   | "2"    | 1         | Jeffrey Reiner          | Sarah Treem                                                    | 19 de octubre de 2014      |
| 3   | "3"    | 1         | Jeffrey Reiner          | Eric Overmyer                                                  | 26 de octubre de 2014      |
| 4   | "4"    | 1         | Jeffrey Reiner          | Melanie Marnich                                                | 2 de noviembre de 2014     |
| 5   | "5"    | 1         | Carl Franklin           | Kate Robin                                                     | 9 de noviembre de 2014     |
| 6   | "6"    | 1         | Carl Franklin           | Dan LeFranc                                                    | 16 de noviembre de 2014    |
| 7   | "7"    | 1         | Ryan Fleck              | Kate Robin                                                     | 23 de noviembre de 2014    |
| 8   | "8"    | 1         | Ryan Fleck              | Dan LeFranc y Melanie Marnich                                  | 7 de diciembre de 2014     |
| 9   | "9"    | 1         | Jeffrey Reiner          | Guion de Melanie Marnich y Kate Robin Historia por Dan LeFranc | 14 de diciembre de 2014    |
| 10  | "10"   | 1         | Jeffrey Reiner          | Sarah Treem                                                    | 21 de diciembre de 2014    |
| 11  | "201"  | 2         | Jeffrey Reiner          | Sarah Treem                                                    | 4 de octubre de 2015       |
| 12  | "202"  | 2         | Jeffrey Reiner          | Sarah Treem                                                    | 11 de octubre de 2015      |
| 13  | "203"  | 2         | Anna Boden y Ryan Fleck | Alena Smith                                                    | 18 de octubre de 2015      |
| 14  | "204"  | 2         | John Dahl               | Anya Epstein                                                   | 25 de octubre de 2015      |
| 15  | "205"  | 2         | Laura Innes             | Sharr White                                                    | 1 de noviembre de 2015     |
| 16  | "206"  | 2         | Jeffrey Reiner          | David Henry Hwang                                              | 8 de noviembre de 2015     |
| 17  | "207"  | 2         | Anna Boden y Ryan Fleck | Abe Sylvia                                                     | 15 de noviembre de 2015    |
| 18  | "208"  | 2         | Laura Innes             | Sharr White                                                    | 22 de noviembre de 2015    |
| 19  | "209"  | 2         | Jeffrey Reiner          | David Henry Hwang y Alena Smith                                | 29 de noviembre de 2015    |
| 20  | "210"  | 2         | Scott Winant            | Anya Epstein                                                   | 6 de diciembre de 2015     |
| 21  | "211"  | 2         | Michael Slovis          | Guion de Abe Sylvia Historia por Abe Sylvia y Sharr White      | 13 de diciembre de 2015    |
| 22  | "212"  | 2         | Jeffrey Reiner          | Sarah Treem                                                    | 20 de diciembre de 2015    |

## Recepción

### Índices de audiencias[10]
| Temporada | Episodio | Audiencia en su primera emisión |
| --------- | -------- | ------------------------------- |
| 1         | 1        | 510 000 espectadores            |
| 1         | 2        | 510 000 espectadores            |
| 1         | 3        | 600 000 espectadores            |
| 1         | 4        | 690 000 espectadores            |
| 1         | 5        | 670 000 espectadores            |
| 1         | 6        | 780 000 espectadores            |
| 1         | 7        | 880 000 espectadores            |
| 1         | 8        | 760 000 espectadores            |
| 1         | 9        | 840 000 espectadores            |
| 1         | 10       | 950 000 espectadores            |

### Críticas
La serie recibió los elogios de la crítica. En la review de Rotten Tomatoes, la serie tiene una clasificación del 94% basada en 50 comentarios, con una puntuación media de 8.5/10. El consenso se lee: "Gracias a una narración inteligente y creativa y actuaciones espectaculares, The Affair es una exploración sombría y embrujada sobre la verdad y el deseo". En Metacritic, la serie tiene una puntuación de 85 sobre 100, basada en 28 comentarios, indicando "aclamación universal".
La segunda temporada siguió recibiendo valoraciones positivas por parte de los críticos. En Rotten Tomatoes, la segunda temporada tiene una clasificación del 92%, basada en 19 comentarios, con una puntuación media de 8.2/10. El consenso se lee: "The Affair cambia su énfasis en la segunda temporada, trasladando el drama psicológico al primer plano y ampliando la historia central del crimen para incluir dos nuevos puntos de vista". En Metacritic, cuenta con una puntuación de 78 sobre 100 basado en 15 comentarios, indicando "generalmente críticas favorables". Gwen Ihnat de The A.V. Club le dio una nota de "A-" y escribió que "Con su nuevo movimiento audaz para duplicar nuestro número de perspectivas, parece que The Affair superará la crisis del segundo año que ha derribado a otros muchos dramas de Showtime".

### Premios y nominaciones
| Año  | Asociación                       | Categoría                                               | Nominado(s)    | Resultado |
| ---- | -------------------------------- | ------------------------------------------------------- | -------------- | --------- |
| 2015 | Globos de Oro                    | Mejor Actor de televisión - Drama                       | Dominic West   | Nominado  |
| 2015 | Globos de Oro                    | Mejor Actriz de televisión - Drama                      | Ruth Wilson    | Ganadora  |
| 2015 | Globos de Oro                    | Mejor serie de televisión - Drama                       | The Affair     | Ganadora  |
| 2015 | Premios Satellite                | Mejor Actriz de televisión - Drama                      | Ruth Wilson    | Nominada  |
| 2015 | Premios Satellite                | Mejor serie de televisión - Drama                       | The Affair     | Nominada  |
| 2015 | Premios WGA                      | Mejor serie nueva                                       | The Affair     | Nominada  |
| 2016 | Premios de la Crítica Televisiva | Mejor Actriz de reparto - Drama                         | Maura Tierney  | Nominada  |
| 2016 | Globos de Oro                    | Mejor Actriz de reparto de serie, miniserie o telefilme | Maura Tierney  | Ganadora  |
| 2016 | People's Choice Awards           | Actor de Televisión por Cable Premium favorito          | Joshua Jackson | Nominado  |
| 2016 | Premios Satellite                | Mejor Actor de serie dramática                          | Dominic West   | Ganador   |
| 2016 | Premios Primetime Emmy           | Mejor Actriz de reparto - Serie dramática               | Maura Tierney  | Nominada  |

## Formatos
La primera temporada fue publicada en DVD en la Región 1 el 4 de agosto de 2015. El pack contiene los 10 episodios completos, además de extras como perfiles de los personajes y vestuario. La segunda temporada fue publicada en DVD en la Región 1 el 16 de agosto de 2016.

## Emisión internacional
En Canadá, la serie fue estrenada simultáneamente con Estados Unidos el 12 de octubre de 2014 a través de Movie Central y The Movie Network. La serie se estrenó en Showcase en Australia el 10 de febrero de 2015. Sky Atlantic compró los derechos de emisión de The Affair en Reino Unido estrenando la primera temporada en mayo de 2015. En España, la serie se emite a través de Movistar Series.